# 大西洋鮪類保育委員會
大西洋鮪類保育委員會（International Convention for the Conservation of Atlantic Tunas；簡稱 ICCAT）是1969年成立總部在西班牙馬德里的國際組織，成立目的是對大西洋及相鄰海域之高度迴游魚種及鮪類資源進行管理及監控，以利資源永續利用。

## 成員

### 會員
按履約時間排列（與ICCAT官網保持一致）：
1. 美国
2. 日本
3. 南非
4. 加拿大
5. 法國（聖皮埃爾和密克隆）
6. 巴西
7. 摩洛哥
8. 安哥拉
9. 俄羅斯
10. 加彭
11. 乌拉圭
12. 聖多美和普林西比
13. 委內瑞拉
14. 赤道几内亚
15. 几内亚
16. 利比亞
17. 中华人民共和国
18. 欧洲联盟
19. 突尼西亞
20. 巴拿马
21. 千里達及托巴哥
22. 纳米比亚
23. 阿尔及利亚
24. 墨西哥
25. 冰島
26. 土耳其
27. 菲律賓
28. 挪威
29. 尼加拉瓜
30. 塞内加尔
31. 叙利亚
32. 奈及利亞
33. 埃及
34. 阿尔巴尼亚
35. 毛里塔尼亚
36. 利比里亚
37. 薩爾瓦多
38. 格瑞那達
39. 英国
40. 古巴

### 合作非會員
- 波利維亞
- 中華臺北[1]
- 蘇利南
- 蓋亞那

## 外部連結
- 官方网站
- Protocol Relating to Modification of the International Convention for the Conservation of Atlantic Tunas （页面存档备份，存于）, Treaty available in ECOLEX-the gateway to environmental law (English)